# تشارلز كاي
تشارلز كاي (بالإنجليزية: Charles Kay)‏ هو ممثل بريطاني، ولد في 31 أغسطس 1930 في المملكة المتحدة.

## أعمال

### أفلام
- (1989) هنري الخامس
- (1999) ناس جميلة[6]

## وصلات خارجية
- تشارلز كاي على موقع IMDb (الإنجليزية)
- تشارلز كاي على موقع قاعدة بيانات الفيلم (الإنجليزية)